# Preliv Kea
Preliv Kea je morski preliv v Egejskem morju. Leži med otokom Kea in Makronisos, tik ob rtu Sounion v Atiki na celinskem delu Grčije.                                                                            
Februarja 1868 je v prelivu na koralnem grebenu nasedel parnik Patris, ki se je kasneje potopil. V prelivu leži razbitina ladje HMHS ''Britannic'', ki je potonila 21. novembra 1916, blizu nje pa je tudi razbitina SS Burdigala, ki je prav tako zaradi pomorske mine potonila en teden pred Britannico. Med nemško invazijo na Kreto leta 1941 je v preliv strmoglavilo nemško trimotorno letalo Junkers Ju 52. 